# Santiago Creel
Santiago Creel Miranda (Ciudad de México, 11 de diciembre de 1954) es un abogado y político mexicano, miembro del Partido Acción Nacional. Fue secretario de Gobernación durante el gobierno del presidente Vicente Fox entre 2000 y 2005.
Anteriormente, fue diputado federal de 1997 a 2000 y de 2021 a 2023, presidente de la Cámara de Diputados de 2022 a 2023, senador de la República de 2006 a 2011, presidente del Senado de 2007 a 2008 y diputado constituyente de la Ciudad de México de 2016 a 2017.

## Biografía

### Vida personal y familiar
Santiago Creel es hijo de la francesa Dolores Miranda (París, 1931–2014), quien era hija del exiliado mexicano de origen español José Salvador Miranda de Teresa (1902–1983) y de la francoalemana Margherite Berthe Saalfeld (París, 1905–Neuilly-sur-Seine, 1989) quien nació en Francia de padre alemán y madre judía alemana. 
Su padre René Jorge Creel, era nativo de Los Ángeles, Estados Unidos. No obstante, los padres de René nacieron en México, aunque estos tenían ascendencia reciente de españoles y anglo-estadounidenses.
Su familia paterna proviene del estado norteño de Chihuahua, tierra de la que su tatarabuelo, el general Luis Terrazas fue gobernador.
Terrazas defendió a la república itinerante encabezada por el presidente Benito Juárez y venció a las tropas invasoras francesas en la batalla de Chihuahua. Esto permitió que Juárez saliera de su refugio de Paso del Norte —hoy Ciudad Juárez— y volviera a la capital chihuahuense para iniciar así su regreso a la capital del país y lograr la restauración de la República.
Años más tarde, Luis Terrazas se convirtió en cacique del Estado de Chihuahua, protegido por Porfirio Díaz. La familia Terrazas consolidó su poder al emparentar con la familia Creel.
Su bisabuelo Enrique C. Creel fue también gobernador de Chihuahua, y además fungió como Secretario de Relaciones Exteriores, Embajador de México en Estados Unidos y diputado local y federal. Su obra en el estado, conocida como la "Ley Creel", el despojo masivo de tierras primero contra pequeños rancheros y luego a gran escala en favor de familiares y amigos fue uno de los factores que detonaron el levantamiento armado a finales de 1910. Sus acciones extralegales de deslindes de tierras en contra de pueblos indígenas y de antiguos colonos militares que habían obtenido tierras como recompensa por las campañas militares del estado mexicano contra los apaches, a finales del siglo XIX, lo hicieron caer incluso en el desfavor del gobierno porfirista. 
Tras la derrota de la División del Norte, que significó el restablecimiento del poder de varios grupos oligárquicos de Chihuahua, especialmente del clan Terrazas-Creel, participó muy activamente en la modernización del sistema financiero mexicano, de su banca central, así como de los distintos servicios financieros, orientados a la ampliación del crédito como instrumento para el desarrollo.
El papá de su bisabuelo Enrique —su otro tatarabuelo— fue Reuben W. Creel, cónsul de los Estados Unidos de América, nombrado por el presidente Abraham Lincoln. Se casó con Paz Cuilty Bustamante, quien es descendiente de la familia del eminente insurgente, político e historiador Carlos María de Bustamante, quien fue secretario de José María Morelos y Pavón, redactor de la Constitución de Apatzingán, diputado del Segundo Congreso Constituyente de 1824 que aprobó el Acta Constitutiva de la Federación Mexicana y la Constitución de 1824, y Gobernador de Oaxaca.
Su abuelo, el abogado Luis Creel Terrazas, fue un industrial, banquero y productor del campo, casado con Teresa Luján Zuloaga, descendiente de la familia del general Félix María Zuloaga, presidente de México. El matrimonio procreó seis hijos, de los cuales dos: Enrique y René —padre de Santiago— se identificaron con los ideólogos del panismo: Manuel Gómez Morín y Adolfo Christlieb Ibarrola. La afinidad se tradujo en una intensa actividad partidista. 
El medio familiar en el que estaba inmerso ejerció una notable influencia sobre él, al igual que el mundo del arte y la cultura, que abrevó de su abuelo materno, Salvador Miranda de Teresa —autor de diversas obras sobre la historia antigua de Constantinopla, particularmente sobre el Gran Palacio Sagrado de Bizancio, además fue anticuario y coleccionista radicado en San Ángel— y sobre todo de su madre, Dolores Miranda Saalfeld, quien heredó la misma afición por el mundo del arte y las antigüedades. 
De su matrimonio con Beatriz Garza Ríos procreó tres hijos: Santiago, María y Beatriz Creel Garza. En agosto de 2004 nace Constanza Creel González, hija con la actriz Edith González. Contrajo segundas nupcias con Paulina Velasco Salcido, con quien tiene dos hijas: Miranda y Paulina Creel Velasco.

### Infancia y juventud
Cursó sus estudios de primaria y secundaria en el Colegio Simón Bolívar, su formación de preparatoria la realizó en la Universidad Panamericana, donde participó en la organización estudiantil y dio sus primeros pasos en lo que posteriormente se tradujo en activismo social y cívico y finalmente en su participación como observador electoral.

A los 17 años, siendo estudiante de preparatoria fue testigo de cómo la policía se llevaba arrestados a dos amigos suyos que participaban en una concentración del movimiento estudiantil del 71.

### Estudios y Formación
Es graduado en leyes por la Facultad de Derecho de la Universidad Nacional Autónoma de México. Cuenta además con estudios de postgrado en la Universidad de Georgetown y una maestría en derecho por la Universidad de Míchigan.
Fungió, asimismo, durante algunos años, como secretario del Consejo de la revista Vuelta, cuando el Premio Nobel de Literatura, Octavio Paz, fue su presidente. Al presentar la revista, Paz explicó lo siguiente: «El público mexicano ha demostrado ser más curioso, abierto e inteligente de lo que suponen los que se empeñan en mantenerlo en una perpetua minoría de edad. Esta experiencia es la que nos ha movido a publicar Vuelta». La revista fue premiada por la Fundación Príncipe de Asturias en 1993 en el área de Comunicación y Humanidades; para contextualizar la importancia de esta revista, basta recordar que dentro del acta de Jurado de premiación se especificó que Vuelta «ha combatido intelectualmente, de una manera sistemática e insobornable, contra toda forma de opresión política, de persecución religiosa o ideológica, contra las censuras, las inquisiciones, los dogmatismos, en nombre de la cultura democrática». 
Participó en el Grupo San Ángel formado en 1994 por intelectuales, líderes sociales, legisladores y ciudadanos apartidistas; inició con cerca de 30 personas, se extendió a casi 80; fue un foro de discusión que buscaba ofrecer propuestas para un avance al camino hacia la democracia. Entre otros, lo conformaron Sergio Aguayo Quezada, Miguel Basáñez Ebergenyi, Jorge Castañeda Gutman, Manuel Clouthier Carrillo, Carlos Fuentes, Enrique Krauze, Clara Jusidman, Lorenzo Meyer, Carlos Monsiváis, Elena Poniatowska, Federico Reyes Heroles y Alfonso Zárate.

## Trayectoria profesional

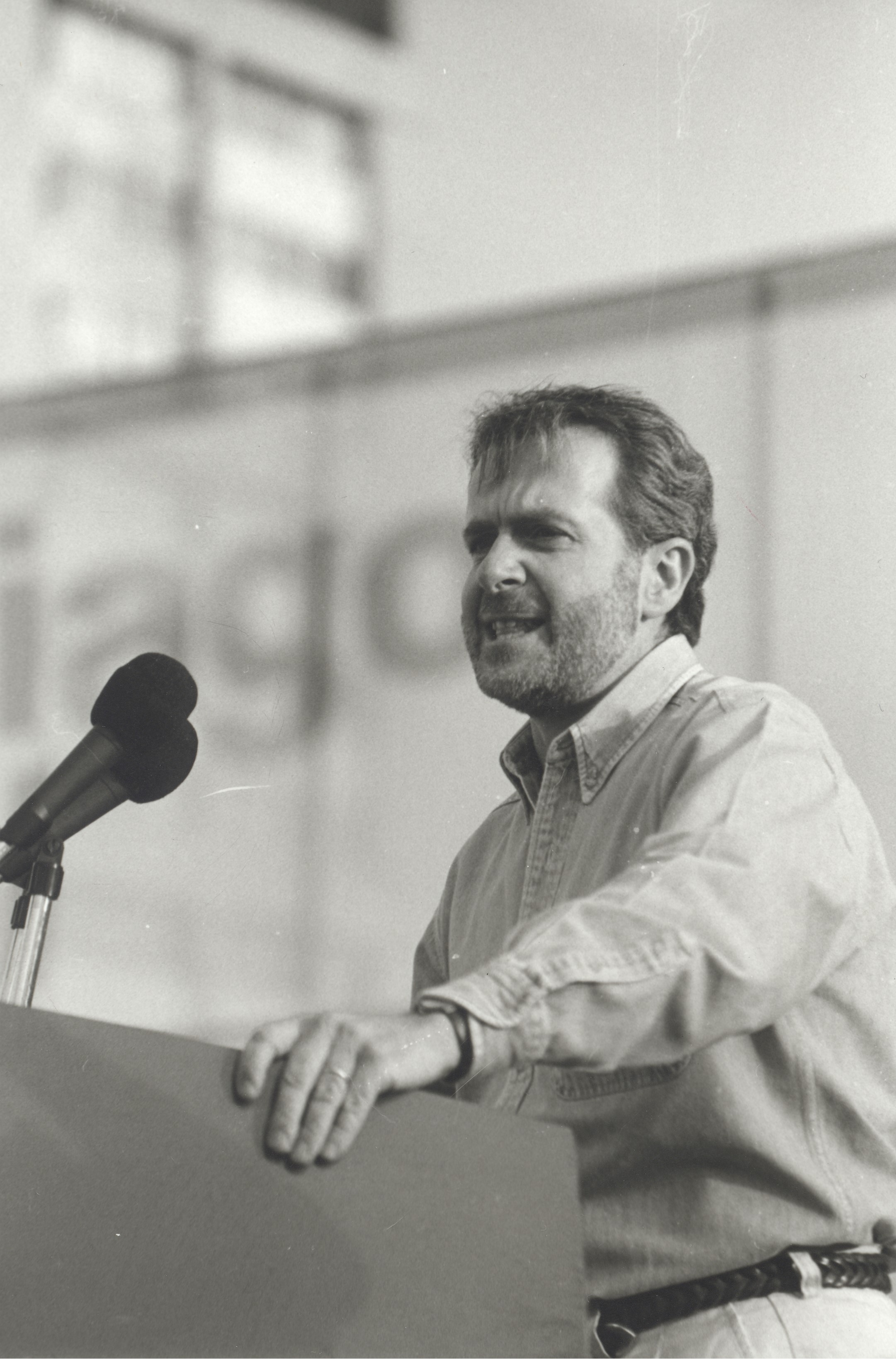

### Abogado
En sus primeros años de vida profesional fue consultor jurídico de la Secretaría de Hacienda y Crédito Público, además de diversos organismos internacionales y empresas privadas. Con el paso del tiempo, fue integrante de diversos consejos de administración de empresas de relevancia nacional, algunas de ellas cotizadas en la Bolsa Mexicana de Valores, otras en Dow Jones. Durante el ejercicio de su profesión se ha desempeñado como abogado y socio de las más reconocidas firmas de abogacía en el país.
Es integrante de la Barra Mexicana - Colegio de Abogados.

### Docente y escritor
Fue director de la carrera de derecho y jefe de su departamento académico, así como profesor del Instituto Tecnológico Autónomo de México. Igualmente, ha sido profesor en la Universidad Nacional Autónoma de México y en la Universidad Panamericana. Sus cursos han versado sobre: filosofía del derecho, teoría del derecho, teoría de la constitución, derecho constitucional, derecho electoral, reforma política y transición a la democracia. 
Ha publicado numerosos artículos y colaboraciones sobre democracia, transición política, filosofía del derecho, derechos humanos, derecho constitucional, derecho internacional privado, reforma electoral, derecho civil y mercantil, entre otros. A saber: 
- “Survey of World Enforcement of Foreign Judgments”, una publicación de Matthew Bender (E.U.A., 1998)
- “Una Prueba de Eficiencia al Orden Jurídico: la Celebración y Cumplimiento de los Contratos de Arrendamiento para casa-habitación en el Distrito Federal”, una publicación del Fondo de Cultura Económica (1991)
- “El Nombramiento de Representantes Legales y Apoderados de las Sociedades Mercantiles ante el Corredor Público”, una publicación de Editorial Fontamara (1994)
- "La Democracia Electoral, en el libro "Los Compromisos con la Nación", una publicación de Plaza & Janes (1996)
- La Reforma Electoral en la Transición Política Mexicana en el libro "México: Diálogo entre Generaciones”, una publicación de Editorial Océano (1998)
- “Narcotráfico, Crisis Social, Derechos Humanos y Gobernabilidad”, una publicación de Editorial Porrúa (2010);
- La Reforma Constitucional de Derechos Humanos. El fortalecimiento de la Comisión Nacional de Derechos Humanos y de los Organismos Protectores de Derechos Humanos, en el libro “La Reforma Humanista, Derechos Humanos y Cambio Constitucional en México”, una coedición del Senado de la República, Fundación Humanismo Político, editorial Miguel Ángel Porrúa y Fundación Konrad Adenauer (2011).
- “Paradoja del Sistema Político Mexicano”, en el libro Monitor democrático 2019. "Causas y efectos jurídicos del viraje electoral en México (2018) vs el pluripartidismo en México", Colegio de Profesores-Investigadores con Actividades Académicas Formales en Universidades Extranjeras de Excelencia, Procesos Editoriales don José (2019).
- “Usurpación de un Poder: La militarización inconstitucional de la seguridad pública”, en el libro Monitor democrático 2020. "La función de la división de poderes y los organismos constitucionales autónomos en el presidencialismo democrático en México". Colegio de Profesores-Investigadores con Actividades Académicas Formales en Universidades Extranjeras de Excelencia, Procesos Editoriales don José (2020).
- “Chihuahua 1986. El inicio de la transición electoral mexicana” (pendiente de publicación).

## Carrera política

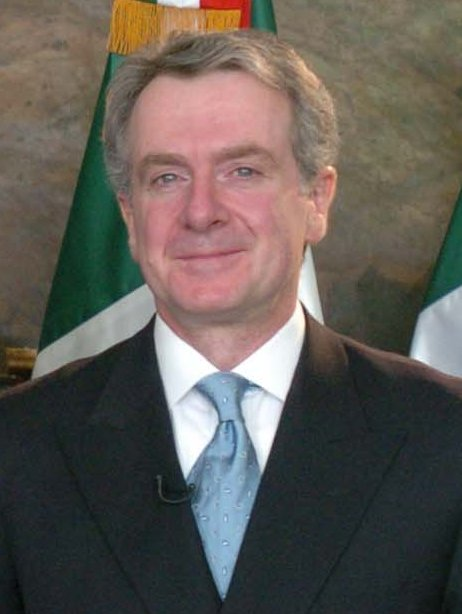
Creel como secretario de Gobernación en 2005.

A principios de los años noventa, fue coordinador de la comisión de asuntos legales del Consejo Ciudadano de Observación del Plebiscito en el Distrito Federal, en el que se consultó a los ciudadanos del Distrito Federal sobre la posibilidad de elegir a un jefe de Gobierno, de contar con un congreso en plena forma y de que el Distrito Federal se transformara en el estado treinta y dos de la república.

### Consejero del IFE
De 1994 a 1996, fue integrante del primer Consejo General Ciudadano del entonces Instituto Federal Electoral, hoy Instituto Nacional Electoral, donde también fueron consejeros ciudadanos: Miguel Ángel Granados Chapa, José Agustín Ortiz Pinchetti, José Woldenberg, Ricardo Pozas Horcasitas y Fernando Zertuche Muñoz. A mediados de los noventa, fue junto con José Agustín Ortiz Pinchetti, organizador y coordinador del Seminario del Castillo de Chapultepec, antecedente de la reforma político electoral de 1996, que permitió la alternancia en el gobierno y la consolidación de la transición democrática. Concretamente, esa reforma ciudadanizó al Instituto Federal Electoral, creó al Tribunal Electoral del Poder Judicial de la Federación y estableció nuevas condiciones de equidad en la competencia electoral. En este seminario participaron los presidentes de los tres principales partidos políticos, Santiago Oñate Laborde del PRI, Carlos Castillo Peraza del PAN y Porfirio Muñoz Ledo del PRD, así como intelectuales, académicos, activistas y militantes de los distintos partidos y corrientes ideológicas.

### Diputado federal y Vicepresidente de la Cámara
En 1997 encabezó la lista de candidatos a diputados plurinominales del Partido Acción Nacional , quedando electo por la vía de representación proporcional para la 57 Legislatura. Previo a su toma de protesta convocó a los grupos parlamentarios de oposición para convenir en lo que se llamó "Los Acuerdos de Esopo", que sirvieron para que la oposición pudiera instalarse como nueva legislatura y conformara por vez primera una mayoría legislativa en la Cámara de Diputados. En la instalación de la legislatura se le nombró vicepresidente de la Cámara de Diputados. Posteriormente se le designó presidente de la Comisión de Gobernación y Puntos Constitucionales, también fungió como secretario de la primera comisión de trabajo e integrante de las comisiones del Distrito Federal y de reglamentos y prácticas parlamentarias.
Como diputado federal, impulsó, dictaminó y obtuvo la aprobación de las reformas que crean la Auditoría Superior de la Federación, la que consolida la autonomía e independencia constitucional de la Comisión Nacional de los Derechos Humanos y la que fortalece al municipio libre.

### Candidato a jefe de Gobierno del Distrito Federal
En 1999 se afilió al Partido Acción Nacional. Participó como candidato de la Alianza por el Cambio a jefe de Gobierno de Ciudad de México en las elecciones del 2000. Conforme al cómputo final emitido por la autoridad electoral, participó un 69.86% de los ciudadanos inscritos en el padrón electoral. Obtuvo casi un millón y medio de votos, lo que representa el 34.29% de la votación, quedando a solo tres puntos del primer lugar liderado por Andrés Manuel López Obrador con 37.75%. En dicha ocasión, pese a contar con el impulso de la “ola Fox” a nivel nacional, que haría posible la llegada del PAN a la presidencia por primera vez y la alternancia en el poder, no logró ganar la elección constitucional.
Como militante del Partido Acción Nacional, ha sido miembro integrante del Comité Ejecutivo Nacional, de su Consejo Nacional, de la Comisión Permanente, así como, presidente de la Comisión Nacional de Elecciones y de la Comisión Política Nacional.

### Secretario de Gobernación

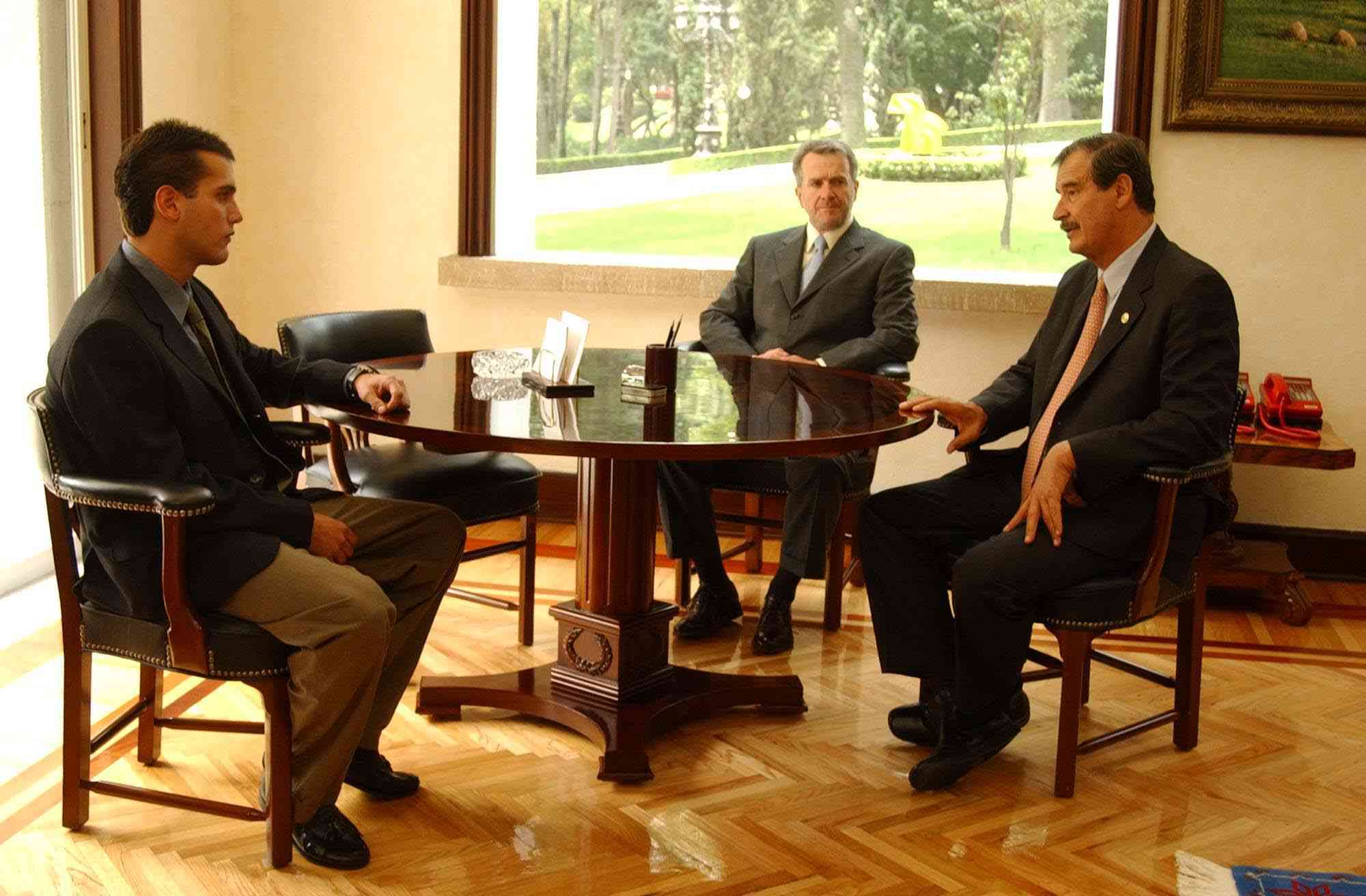
Creel, Vicente Fox y Jorge Emilio González Martínez durante una reunión en la residencia oficial de Los Pinos.

Tras el triunfo de Vicente Fox como presidente de México, fue invitado al gabinete de transición como coordinador del área política. Posteriormente fue nombrado secretario de Gobernación, tomando posesión del cargo el 1 de diciembre de 2000. Fue el primer secretario de Gobernación de un gobierno de alternancia, después de más de 70 años de la hegemonía del PRI.
Como responsable de la seguridad interior e integrante del gabinete de seguridad, formó parte de la estrategia que dio como resultado los índices más bajos de violencia que ha tenido México en las últimas décadas. Al inicio de la administración en el año 2000, el índice de delitos violentos era de 14 por cada cien mil habitantes, 5 años después, en el año 2005, ese índice había disminuido a 8 por cada cien mil habitantes, es decir casi un 50% menos respecto del gobierno anterior, lo que equivale prácticamente a un tercio del actual índice. Este índice se mantuvo hasta el cierre de la administración del Presidente Fox y perduró 2 años más, es decir, hasta 2007, cuando la estrategia de seguridad cambió. Como responsable en la relación con el Congreso de la Unión, impulsó y obtuvo la aprobación de las reformas en materia de derechos y cultura indígena, la Ley Federal de Transparencia y Acceso a la Información Pública, la que impulsó la creación del Instituto Federal de Transparencia, Acceso a la Información y Protección de Datos Personales, la que establece el Instituto Nacional de las Mujeres y la que instala el Consejo Nacional para Prevenir la Discriminación.
Asimismo, obtuvo la aprobación de todos los presupuestos de egresos de la Federación planteados por el titular del Ejecutivo al Congreso de la Unión. Durante el encargo del Secretario Creel, el Poder Legislativo aprobó el 72% de las iniciativas enviadas por el presidente de la República. De igual manera, puso en marcha el Programa Nacional de Derechos Humanos que fue reconocido y puesto como ejemplo por la Organización de las Naciones Unidas. Además, facilitó la creación de la Conferencia Nacional de Gobernadores. En el plano administrativo reestructuró la Secretaría de Gobernación en su organización interna y modernizó sus sistemas de operación, lo que derivó en un ahorro al erario público equivalente a un año del presupuesto de la propia dependencia.

### Precandidato a la presidencia
Fue precandidato del PAN a la presidencia de la república en 2005, separándose de su cargo en el gabinete, siendo percibido como el más cercano al entonces presidente Fox, y quien contaba por ello con apoyos desde el gobierno federal. Sus contendientes fueron el también ex-secretario Felipe Calderón y el exgobernador de Jalisco Alberto Cárdenas Jiménez. Luego de una contienda interna que consistió en tres rondas de votación que cubrieron a todo el país, y en las que solamente pudieron participar militantes del PAN, Calderón fue electo candidato para el proceso de 2006.
Su segundo intento sería en 2012, teniendo ahora como contendientes a la exdiputada y también exsecretaria Josefina Vázquez Mota, y al ahora percibido como más cercano a Felipe Calderón, el ex-secretario Ernesto Cordero. Hubo también una elección interna, según los estatutos del PAN, donde resultó elegida como candidata presidencial Vázquez Mota. Ahora, en un tercer intento, Santiago Creel se ha pronunciado por buscar la candidatura presidencial de su partido hacia 2024. Declinando sus Aspiraciones en Favor de la Aspirante Xóchitl Gálvez Ruiz

### Senador de la república y ruptura con Felipe Calderón

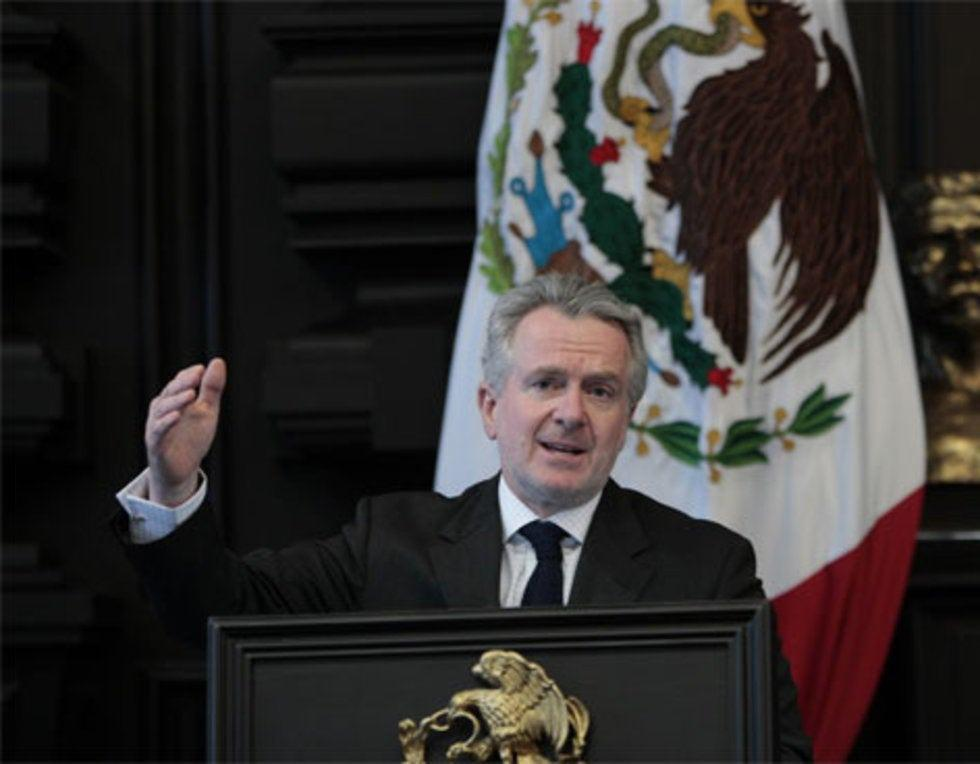

En el 2006 fue electo senador de la República para las legislaturas 59 y 60. En 2007 fue elegido como presidente del Senado, de su Junta de Coordinación Política y Coordinador Parlamentario del grupo de Senadores del PAN. Además, presidió la Comisión Permanente del congreso y las distintas reuniones interparlamentarias que sostuvo el Congreso Mexicano con el Congreso de los Estados Unidos, con el Parlamento de Canadá y con el Parlamento Europeo, entre otros. Como líder del grupo parlamentario respaldó la aprobación de iniciativas y de tratados internacionales.
Santiago Creel fue destituido de la coordinación de la bancada del PAN en el senado de la república en junio de 2008, entre las causas que motivaron el hecho se encontraba la presión que ejercieron las principales televisoras del país (Televisa y TV Azteca) luego de las acciones legales que se emprendieron en el senado desde el año 2006, lideradas por el también panista Javier Corral Jurado, contra la llamada Ley Televisa, y la reforma al modelo de comunicación política en televisión abierta que también se aprobara en el senado durante el año 2007, como consecuencia del conflicto postelectoral del año anterior. El entonces líder nacional de su partido, Germán Martínez Cázares, le esgrimió el argumento de “su mala relación con las televisoras” en aquel momento, cuando le informó de su destitución. Creel opinaría públicamente que esa decisión había sido tomada por el entonces presidente Felipe Calderón, y que había sido injusta, pues dichos cambios en la ley habían sido respaldados por el PAN en el senado.
Televisa llegó a difuminar su imagen en la transmisión de sus noticieros durante los debates que se realizaron en el senado para la aprobación de la reforma energética, lo que ocasionó un extrañamiento de la secretaría de gobernación a ese acto, que fue calificado de censura.

### Diputado Constituyente de la CDMX
De septiembre de 2016 a febrero de 2017 fue Diputado Constituyente para la formulación, negociación y aprobación de la primera Constitución Política de la Ciudad de México, además coordinó el grupo parlamentario del grupo Acción Nacional en la Asamblea Constituyente. La constitución aprobada establece las alcaldías como sucesoras de las anteriores delegaciones, el voto directo de sus alcaldes, establece el derecho a un medio ambiente sano, al tiempo libre y la protección animal, y reconoce a la ciudad como un sitio plurilingüe, pluriétnico y pluricultural. Es la única constitución que incluye de manera íntegra la Declaración de las Naciones Unidas sobre los derechos de los pueblos indígenas.

### Diputado federal y Presidente del Congreso
En 2021 fue electo diputado federal por la vía de representación proporcional para la 65 Legislatura. Previo al proceso electoral fue uno de los articuladores de la formación de la alianza electoral "Va por México" integrada por los partidos Acción Nacional, Revolucionario Institucional y de la Revolución Democrática.
En la instalación de la legislatura se le nombró como vicepresidente de la Cámara de Diputados para el primer año legislativo.
A finales de 2021, promovió un diálogo entre el gobierno federal y su partido, ante lo cual el presidente López Obrador dispuso que el secretario de gobernación, Adán López, gestionara el acercamiento político. Como resultado de ello, se produjeron mesas de diálogo entre el gobierno federal con los gobernadores y otros integrantes del PAN.
Durante el primer año legislativo participó en el debate de la reforma constitucional en materia eléctrica que el envío el presidente López Obrador, la cual rechazó con el argumento de que dicha reforma era contraria a lo que estipulaba la constitución mexicana sobre derechos humanos en materia de salud, medio ambiente, sano desarrollo y economía. Su voto en contra fue uno de los que desecharon dicha reforma.
Durante una polémica sesión en la Cámara de Diputados, cuando ejercía la Presidencia de la Mesa Directiva en ausencia del entonces presidente Sergio Gutiérrez Luna, se enfrentaron las bancadas por una declaración de Gabriel Quadri que llamó “Señor” a la diputada trans Salma Luévano Luna lo que llevó a la toma de tribuna y a que la también diputada trans María Clemente García Moreno le impidiera el seguimiento de la sesión. El comportamiento que asumió en dicha crisis como presidente en funciones lo llevó a ser reconocido por todos los grupos parlamentarios y quienes formaban parte del debate.
A finales de agosto, el Partido Acción Nacional anunció que sería su propuesta para presidir la Cámara de Diputados durante el segundo año de la legislatura pues le correspondía a dicho partido poner a consideración del pleno esa propuesta. El anuncio fue después respaldado por las bancadas que conforman la alianza legislativa Va por México y posteriormente por los principales liderazgos de cada una de las bancadas del Congreso. El 31 de agosto, el pleno de los diputados lo eligió como su presidente de manera unánime con cero votos en contra, siendo el primero en lograr dicha votación desde 2018.
Con esto, se convirtió en uno de los dos políticos mexicanos que han sido presidentes de las dos Cámaras que componen el Congreso de la Unión desde la llegada de la pluralidad política al Congreso en 1994. De 2007 a 2008 fue presidente del Senado de la República y de 2022 a 2023 lo fue de la Cámara de Diputados. El primer político que tuvo esa distinción fue Manlio Fabio Beltrones, en 2010, cuando presidió el Senado después de haber sido presidente de la Cámara de Diputados de 2004 a 2005.

### Aspiración presidencial
El 4 de julio de 2023, se registró como aspirante a la candidatura presidencial por la Alianza "Frente Amplio por México". El 14 de agosto presentó su renuncia a la Presidencia de la Cámara de Diputados, misma que fue aceptada por la Mesa Directiva, mientras que la Comisión Permanente aprobó su solicitud de licencia del cargo de diputado al día siguiente. El 21 de agosto declinó su candidatura a favor de Xóchitl Gálvez.